# Hermann Mannheim
Hermann Mannheim (* 26. Oktober 1889 in Libau, Russisches Kaiserreich; † 20. Januar 1974 in Orpington bei London) war ein deutsch-britischer Kriminologe.

## Leben
Hermann Mannheim war jüdischer Abstammung. Nach dem Schulbesuch studierte er Rechtswissenschaften in München, Freiburg, Straßburg und Königsberg. 1911 legte er sein Erstes Staatsexamen ab. 1912 wurde er promoviert. 1913 bestand er das Zweite Staatsexamen. Anschließend arbeitete er bis zum Beginn des Ersten Weltkrieges als Rechtsanwalt. 
Während des Krieges war er Artillerie-Offizier. 1923 trat er in den Justizdienst ein und wurde zum Richter am Landgericht in Berlin ernannt. 1931 wurde er als Richter zum Kammergericht versetzt. Gleichzeitig betrieb er kriminologische Studien an der Berliner Friedrich-Wilhelms-Universität. 1924 habilitierte er sich an dieser. Anschließend hielt er bis Mitte 1933 als nicht beamteter außerordentlicher Professor Vorlesungen dort ab.
Nach dem Machtantritt der Nationalsozialisten wurde Mannheim aufgrund seiner – nach nationalsozialistischer Definition – jüdischen Herkunft aus seinem Richteramt entlassen und auch an der Universität drangsaliert. Er beantragte Urlaub zu Forschungszwecken. Anfang 1935 musste er auf Grund der zunehmenden Repressionen sein akademisches Amt niederlegen und emigrierte nach Großbritannien, wo er sich in London niederließ. Dort wurde er 1940 eingebürgert. 
Seit 1935 arbeitete Mannheim als Forscher an der London School of Economics (LSE), wo er sich weiterhin der Kriminologie widmete. 1946 wurde er dort zum ordentlichen Professor ernannt. Mannheim entwickelte sich zum „international führenden“ Kriminologen. 
Eines seiner Hauptarbeitsgebiete war die vergleichende Kriminologie. Sein Standardwerk Comparative Criminology vergleicht soziologische und juristische Betrachtungsweisen. Das Kriminologische Institut an der LSE ist nach ihm benannt: Mannheim Centre for Criminology.
1957 wurde ihm von der Universität Utrecht der Ehrendoktortitel verliehen.

## Schriften (Auswahl)
- Beiträge zur Lehre von der Revision wegen materiellrechtlicher Verstösse im Strafverfahren. Springer, Berlin 1925.
- Preßrecht. Springer, Berlin 1927.
- Strafprozeßordnung [für das Deutsche Reich] und Gerichtsverfassungsgesetz: Textausgabe mit Einleitung, Anmerkungen und Nebengesetzen. Bearbeitet von Eduard Kohlrausch in Verbindung mit Hermann Mannheim. 22. Auflage. De Gruyter, Berlin 1930; 23. Auflage 1933.
- Rechtsfälle aus dem Strafprozeßrecht: Mit einer kurzen Anleitung zur Bearbeitung strafprozessualer Fälle und der Entwicklung eines Strafurteils. Springer, Berlin 1930.
- The dilemma of penal reform. London: Allen and Unwin, 1939.
- Comparative criminology. Routledge and Kegan Paul Ltd, London 1939.
- Social aspects of crime in England between the wars. Allen and Unwin, London 1940.
- War and crime. Watts, London 1941.
- Criminal justice and social reconstruction. Paul, Trench, Trubner & Co., London 1946.
- Lawless youth. Allen & Unwin, London 1947.
- Die kriminalrechtliche Behandlung von jungen Rechtsbrechern (über 18 Jahren) in England, in Frankreich und in der Bundesrepublik Deutschland. Metzner, Frankfurt am Main 1958.
- Vergleichende Kriminologie: Ein Lehrbuch in 2 Bänden. Geleitwort von Thomas Würtenberger. Enke, Stuttgart 1974 (deutsche Übersetzung des 1939 in London erschienenen Werkes Comparative Criminology).